# Солидарность (посёлок)
Солида́рность — посёлок в Елецком районе Липецкой области. Центр Архангельского сельского поселения.

## География
Расположен на примыкании к магистрали «Дон». Солидарность и Елец (находится у его восточной границы) фактически единый населенный пункт.

## История
Возник в 1920 году как посёлок совхоза «Солидарность». В 2000 году стал центром Архангельского сельского поселения.
В 2019 г. посёлок совхоза «Солидарность» переименован в Солидарность.

## Население
| 1926 | 2008  | 2010  |
| ---- | ----- | ----- |
| 30   | ↗2492 | ↘2472 |